# Armeens voetbalelftal (vrouwen)
Het Armeens vrouwenvoetbalelftal (Armeens: Հայաստանի ֆուտբոլի ազգային հավաքական) is het vrouwenvoetbal team van het Oost-Europese Armenië. Na het zelfstandig worden van de Sovjet-Unie in 1991 werd een jaar later de eerste interland ooit van het land gespeeld. Het land deed mee aan de kwalificatie voor het WK vrouwen 2011 dat in Duitsland werd gehouden.

## FIFA-wereldranglijst
| 2003 | 2004 | 2005 | 2006 | 2007 | 2008 | 2009 | 2010 | 2011 | 2012 | 2013 |
| ---- | ---- | ---- | ---- | ---- | ---- | ---- | ---- | ---- | ---- | ---- |
| 103  | 109  | 108  | 114  | 110  | 102  | 87   | 113  | 114  | 107  | 94   |

## Huidige selectie
| Positie | Speelster          |
| ------- | ------------------ |
| DM      | Anni Nersisyan     |
| DM      | Anna Karapetyan    |
| V       | Alisa Khachatryan  |
| V       | Ani Ghukasyan      |
| V       | Armine Khachatryan |
| V       | Armine Tadevosyan  |
| V       | Mariam Torgomyan   |
| V       | Marine Karapetyan  |
| V       | Sona Shahinyan     |
| V       | Susanna Sayadyan   |
| M       | Anna Petrosyan     |

| Positie | Speelster            |
| ------- | -------------------- |
| M       | Kristine Hakobyan    |
| M       | Kristine Mangasaryan |
| M       | Lilit Karapetyan     |
| M       | Lusine Hovhannisyan  |
| M       | Vardine Khanzatyan   |
| A       | Eleonora Davtyan     |
| A       | Gayane Kostanyan     |
| A       | Hripsime Epremyan    |
| A       | Kristine Aleksanyan  |
| A       | Mariam Stepanyan     |

## Statistieken
- Bijgewerkt tot en met de WK-kwalificatiewedstrijd tegen  Noorwegen (0–10) op 1 december 2021.

### Tegenstanders
| Tegenstander          | Wed. | W | G | V | DV | DT | DS  | Details |
| --------------------- | ---- | - | - | - | -- | -- | --- | ------- |
| Albanië               | 1    | 0 | 0 | 1 | 0  | 5  | –5  | details |
| België                | 1    | 0 | 0 | 1 | 0  | 19 | –19 | details |
| Bosnië en Herzegovina | 2    | 0 | 2 | 0 | 1  | 1  | 0   | details |
| Bulgarije             | 1    | 0 | 0 | 1 | 1  | 4  | –3  | details |
| Denemarken            | 2    | 0 | 0 | 2 | 0  | 16 | –16 | details |
| Estland               | 2    | 1 | 0 | 1 | 2  | 4  | –2  | details |
| Faeröer               | 1    | 1 | 0 | 0 | 1  | 0  | +1  | details |
| Finland               | 2    | 0 | 0 | 2 | 0  | 11 | –11 | details |
| Georgië               | 1    | 0 | 1 | 0 | 0  | 0  | 0   | details |
| Griekenland           | 2    | 0 | 0 | 2 | 0  | 16 | –16 | details |
| Israël                | 1    | 0 | 0 | 1 | 0  | 1  | –1  | details |
| Italië                | 2    | 0 | 0 | 2 | 0  | 15 | –15 | details |
| Jordanië              | 1    | 0 | 1 | 0 | 1  | 1  | 0   | details |
| Kazachstan            | 3    | 1 | 0 | 2 | 2  | 6  | –4  | details |
| Kosovo                | 1    | 0 | 0 | 1 | 0  | 1  | –1  | details |
| Kroatië               | 1    | 0 | 0 | 1 | 0  | 4  | –4  | details |
| Letland               | 1    | 1 | 0 | 0 | 1  | 0  | +1  | details |
| Libanon               | 1    | 1 | 0 | 0 | 2  | 0  | +2  | details |
| Litouwen              | 3    | 0 | 2 | 1 | 3  | 4  | –1  | details |
| Malta                 | 2    | 1 | 1 | 0 | 3  | 2  | +1  | details |
| Noord-Macedonië       | 2    | 0 | 1 | 1 | 4  | 5  | –1  | details |
| Noorwegen             | 2    | 0 | 0 | 2 | 0  | 20 | –20 | details |
| Oostenrijk            | 4    | 0 | 0 | 4 | 2  | 29 | –27 | details |
| Polen                 | 1    | 0 | 0 | 1 | 0  | 1  | –1  | details |
| Portugal              | 4    | 0 | 0 | 4 | 0  | 24 | –24 | details |
| Slovenië              | 2    | 0 | 0 | 2 | 1  | 6  | –5  | details |
| Slowakije             | 2    | 0 | 0 | 2 | 0  | 15 | –15 | details |
| Tsjechië              | 2    | 0 | 0 | 2 | 0  | 7  | –7  | details |

AFFA · A-internationals · Armeens mannenelftal
2003 – 2009 · 2010 – 2019 · 2020 – 2029
Albanië ·
België ·
Bosnië en Herzegovina ·
Bulgarije ·
Cyprus ·
Denemarken ·
Estland ·
Faeröer ·
Finland ·
Georgië ·
Griekenland ·
Israël ·
Italië ·
Jordanië ·
Kazachstan ·
Kosovo ·
Kroatië ·
Letland ·
Libanon ·
Liechtenstein ·
Litouwen ·
Malta ·
Moldavië ·
Noord-Macedonië ·
Noorwegen ·
Oostenrijk ·
Polen ·
Portugal ·
Roemenië ·
Slovenië ·
Slowakije ·
Tsjechië